# Acanthistius sebastoides
Acanthistius sebastoides es una especie de pez del género Acanthistius, familia Serranidae. Fue descrita científicamente por Castelnau en 1861.
Se distribuye por el Atlántico Suroriental: desde Namibia a East London, Sudáfrica. La longitud total (TL) es de 35 centímetros. Habita en profundidades de 1-20 metros; es frecuentemente capturado por pescadores.
Está clasificada como una especie marina inofensiva para el ser humano.